# 독립영화 배급지원센터
독립영화 배급지원센터는 대한민국 독립 영화의 상영 활성화와 배급 확대를 지원하기 위해 한국독립영화협회가 2007년 설립한 기관이다. 독립영화전용관 인디스페이스 등을 운영하였으며, 2011년 2월 사업이 종료되었다.

## 운영 개요
한국독립영화협회는 독립영화 상영 및 배급의 활성화를 위해 2005년 8월 '배급위원회'를 설치하였다 '배급위원회'는 독립영화 상영/배급 시범사업과 독립영화 상영 배급 정책 개발 사업을 진행하였으며, 2005년 영화진흥위원회에 지역 독립영화 상영 활동 지원, 독립영화 공공라이브러리 구축 및 운영 등을 지원하는 사업을 제안하였다. 이에 영화진흥위원회는 "공공상영관 네트워크 운영 지원" 사업을 만들어, 한국독립영화협회에 이를 위탁하였고, '공공상영관 네트워크 운영 지원' 사업과 '공동체 상영 네트워크' 활성화 및 지원, 독립영화전용관 운영 등을 진행하기 위해 독립영화 배급지원센터가 설립되었다. 2009년 12월 31일, 독립영화전용관 인디스페이스가 휴관한 후, 1년 간 사업을 진행하다 2011년 2월 사업이 종료되었다.

## 주요 사업

### 독립영화전용관인디스페이스운영 사업
- 독립영화 개봉 지원 사업
- 독립영화제 후원 사업
- 아시아 독립영화 교류 사업
- 독립영화 홍보 마케팅 워크숍

### 배급 지원 사업
- 독립영화 공동체 배급 : <우리학교> <워낭소리>, <날아라, 펭귄>, <강을 건너는 사람들>, <식코> 등
- 인디다큐페스티발 오픈 마켓 '개시'
- 독립영화 배급사 네트워크 구성 및 진행

### DVD 제작 및 배급지원 사업
- 독립영화 온라인 배급 사업(영진위 위탁 사업)을 통한 웹사이트 개발 및 웹스토어 운영을 통한 DVD 판매 사업
- 경기 독립영화 DVD 제작 배급 지원사업
- 미디액트 DVD 제작 배급 지원사업
- 독립영화전용관 DVD 제작 배급 지원 사업

### 공공상영관 네트워크 운영지원 사업
- 독립영화 공공라이브러리 구축 및 운영 사업
- 지역 정기상영회 지원 사업
- 상영활동가 교육 사업
- 전국 영화상영자 컨퍼런스
- 찾아가는 영화관 (지역 운영식) 사업

### 기타 사업
- 문화체육관광부 독립예술영화관 프로그래밍
- 경기공연영상위원회 찾아가는 영화관 '사랑방극장'
- 기타 독립영화 상영회 프로그래밍 및 상영 지원